# برلمان هامبورغ
برلمان هامبورغ (بالألمانية: Hamburgische Bürgerschaft) هو المجلس التشريعي لولاية هامبورغ الألمانية، والتي هي ولاية ومدينة في نفس الوقت، وتسميتها الرسمية الكاملة مدينة هامبورغ الهانزية الحرة وفقا للفقرة 1، المادة 4 من دستور الولاية الصادر في 6 يونيو 1952. وبرغم أن هامبورغ تتكون من مدينة فقط، إلا أنها تمتع بوضع سياسي كولاية من الولايات الألمانية ال16، ومثلها أيضاً ولاية مدينة بريمين المجاورة لها، غير أن مجالس نواب هذه الولايات (المدن) لا تُسمى برلمانات كما هو الحال في الولايات الألمانية الأخرى (مثل برلمان ولاية هسن، برلمان ولاية بادن-فورتمبيرغ، وغيرها)، وإنما يُسمى المجلس المدني (حرفياً مجلس المواطَنَة Bürgerschaft)، ولذلك يطلق على برلمان هامبورج تسمية مجلس مواطنة هامبورغ أو مجلس المواطنة الهامبورغي Hamburgische Bürgerschaft ومثلة مجلس ولاية مدينة بريمن Bremische Bürgerschaft. ومع ذلك سنستخدم هنا مجازاً لفظ البرلمان كونه لفظ عام مألوف يُطلق على كل أنواع المجالس النيابية في العالم. اعتباراً من عام 1991 يضم البرلمان 121 عضوا، وعدد الدوائر الانتخابية في الولاية 17 دائرة متعددة الأعضاء، حيث يتراح عدد ممثلي كل دائرة في البرلمان من 3-5 أعضاء. يقع مقر برلمان هامبورغ في مبنى البلدية ويعتبر جزء من حكومة هامبورغ. رئيس برلمان هامبورغ هو أعلى مسؤول رسمي في مدينة هامبورغ الحرة والهانزية.
ينتخب الأعضاء الـ121 في انتخابات عامة ومباشرة وحرة ومتساوية وسرية كل خمس سنوات.

## تكوين البرلمان الحالي المنتخب في 2020 (الدورة الانتخابية الـ22)
تمت انتخابات الدورة الـ22 لبرلمان هامبورغ في 23 فبراير 2020. حصلت الحكومة الائتلافية الحالية المشكلة من حزب الحزب الاشتراكي الديمقراطي SPD تحالف 90/ الخضر لأول مرة على أغلبية الثلثين. خسر SPD أربعة مقاعد لكنه ظل القوة الأقوى في البرلمان، بينما زادت حصة شريكه الحكومي تحالف 90/حزب الخضر من 15 إلى 33 مقعد. خسر حزب CDU حوالي ثلث حصته من الأصوات، وبنسبة 11.2٪، وكان عليه أن يتقبل ثاني أسوأ نتيجة له في انتخابات الولاية منذ تأسيس الحزب.
كسب اليسار قليلا. ولأول مرة منذ تأسيسه في عام 2013 ، خسر حزب مبادرة من أجل ألمانيا 0.8 نقطة مئوية مقارنة بالانتخابات السابقة ، لكنه فاز مرة أخرى في هذا المجلس بنسبة 5.3٪.
انعقدت الجلسة التأسيسية في 18 مارس 2020. ترأس الجلسة العضو الأكبر سناً وهي دغمار ويدمان (من الحزب الاشتراكي الديمقراطي). يتكون البرلمان الجديد من 123 عضواً . هذه المرة لم يتمكن الحزب الديمقراطي الحر من تجاوز عتبة الـ5% من الأصوات على مستوى الولاية ولكنه فاز بمقعد واحد في إحدى الدوائر الانتخابية، وبذلك استطاع الحزب دخول البرلمان ولكنه بدون كتلة حزبية ولا مجموعة حزبية.
وتتوزع مقاعد البرلمان في الثانية والعشرين بين الأحزاب المنتخبة على النحو التالي:
- SPD: 54
- 33: الخضر
- CDU 15
- اليسار: 13
- AfD: 7
- FDP: 1

أعاد البرلمان في جلسته التأسيسية، انتخاب كارولا فيت (الحزب الاشتراكي الديمقراطي) رئيسة له (وهي رئيسة البرلمان منذ 2011). حصل فيت على 68 صوتا مقابل صوت واحد وامتنع 5 أعضاء عن التصويت. حضر 74 عضواً فقط من أصل 123 عضواً منتخبًا وغاب بقية الأعضاء بسبب وباء COVID-19. وقرر الحزب الديمقراطي الاشتراكي وحزب الخضر تشكيل تحالف جديد.
في 3 نوفمبر 2021 ، إحتفل البرلمان بالذكرى الخامسة والسبعين لتأسيسه، والذي تم تشكيله لأول مرة في 30 أكتوبر 1946، ولكن  بسبب وباء كورونا، لم يكن بالإمكان الاحتفال بالذكرى السنوية بحفل رسمي كبير يليق بالمناسبة، واكتفى البرلمان بإصدار كتيِّب معلومات عن البرلمان مكتوب باللغات الألمانية والإنجليزية والتركية والعربية، ذُكر فيه أن عدد الأعضاء منذ تأسيسه بلغ 1251 عضوًا، وتم التصديق على 2377 قانونًا للولاية، وتسجيل 1905 جلسة للبرلمان كُتِبت محاضرها في 105.700 صفحة.

## لمحة تاريخية عن البرلمان والنظام الانتخابي المعتمد في الولاية
تعود بدايات إنشاء برلمان هامبورغ إلى العام 1410، بيد أننا سنكتفي هنا بسرد لمحة تاريخية عن تكوين البرلمان اعتباراً من بعد انتهاء الحرب العالمية الثانية، حيث تم في العام 1946 انتخاب أول برلمان في هامبورغ مكون من 210 عضواً، ثم في العام 1949 تم تطبيق قانون الانتخابات الجديد والذي تضمن رفع الفترة التشريعية من 3 سنوات إلى 4 سنوات وعدد مقاعد البرلمان من 110 إلى 120 مقعد كحد أدنى. في العام 1991 تم رفع عدد مقاعد البرلمان من 120 إلى 121 مقعد كحد أدنى، ثم في العام 2013 تم تعديل القانون الانتخابي والذي بموجبه تم رفع مدة الفترة التشريعية من 4 سنوات إلى 5 سنوات مع إبقاء عدد المقاعد 121 مقعد كحد أدنى، ومنح حق الانتخاب لمن بلغ سن 16 ومافوق، والمقصود بالحد الأدنى هنا هو أن عدد المقاعد قد يزيد تبعاً لطبيعة نتائج الانتخابات التي يسفر عنها النظام الانتخابي المعتمد في الولاية وهو نفسه النظام الانتخابي المعتمد لانتخاب مجلس النواب الإتحادي البونديستاغ، وهو نظام التمثيل النسبي الفردي ولكن في يستخدم في هامبورغ بصيغة معدَّلة، حيث يعطي الناخب الحق بالإدلاء بـ 5 أصوات لانتخاب قائمة أو أكثر من القوائم الحزبية المفضلة لديه و 5 أصوات يدلي بها مجتمعة لمرشح واحد أو توزيعها على أكثر من مرشح من مرشحي الدائرة الانتخابية متعددة الأعضاء، حيث يُمثل كل دائرة (بحسب حجمها السكاني) من 3 إلى 5 أعضاء. كما يعتمد النظام الانتحابي هنا نسبة 5% كحد أدنى من الأصوات على مستوى الولاية كعتبة انتخابية يجب على كل حزب تجاوزها أو الفوز بمقعد واحد على الأقل من مقاعد الدوائر الانتخابية لدخول البرلمان. في مرحلة توزيع المقاعد الأولى يتم تحديد المرشحين الفائزين في الدوائر الانتخابية وفقاً لنظام الأغلبية، بحيث يفوز بمقاعد الدائرة المرشحين الأكثر أصواتًا في الدائرة ويكون إجمالي عدد المرشحين الفائزين في هذه المرحلة 71 عضواً وهم الأعضاء الممثلين للدوائر الانتخابية ويسمون بالأعضاء الأساسيين أو النظاميين The Regular Members. في المرحلة الثانية لتوزيع المقاعد والتي يتم احتسابها وفق طريقة معقدة جداً (طالع: نظام التمثيل النسبي الفردي)، يتم تجميع كل الأصوات التي حصلت عليها قائمة كل حزب في جميع دوائر الولاية. وبناء على نسبة عدد الأصوات التي حصل عليها كل حزب على مستوى الولاية تتحدد نسبته الإجمالية من إجمالي المقاعد في الولاية البالغ عددها 121 مقعداً. في المرحلة الأولى يتم خصم عدد المقاعد التي حصل عليها الحزب عبر مرشحيه الفائزين في الدوائر الانتخابية، وفي حال تبقى للحزب في حصته مقاعد أكثر مما حصل عليه في الدوائر يتم تعويضه بمقاعد إضافية من المقاعد المتبقية للتوزيع (وعددها 121-71 = 50 مقعداً)، بحيث تتناسب إجمالي حصته من المقاعد مع إجمالي حصته من الأصوات على مستوى الولاية. وبسبب هذه المقاعد التعويضية والإضافية يكون أحياناً عدد إجمالي عدد المقاعد الموزعة على مستوى الولاية أكثر من الحد الأدنى لعدد مقاعد البرلمان، مما يرفع عدد أعضاء البرلمان عن العدد النظامي المعتمد أساساً، حيث نلاحظ أن عدد أعضاء البرلمان الحالي 123 عضواً منهم 71 عضواً نظامياً فازوا بالانتخاب المباشر في الدوائر الانتخابية و 52 عضوأ يشغلون مقاعد إضافية وتعويضية من خلال قوائمهم الحزبية، ويختلف هذا العدد من دورة تشريعية لأخرى بحسب طبيعة نتائج الانتخابات في كل دورة تشريعية.
مثال: نفترض أن الحزب أ حصل على ما مجموعه 10 الف صوت من إجمالي 100 الف صوت على مستوى الولاية، وأن إجمالي عدد المقاعد في الولاية 100 مقعد كحد أدنى (منها 60 مقعد نظامي موزعة على 60 دائرة انتخابية و 40 مقعد تعويضي). من الأرقام الافتراضية السابقة نستنتج أن كل مقعد يقابله 1000 صوت، وهذا يعني أن نصيب الحزب أ سيكون 10 مقاعد على مستوى الولاية. وإذا افترضنا أن الحزب أ فاز ب 8 مقاعد في 8 دوائر انتخابية، فسيتم تعويضه ب 2 مقاعد من المقاعد التعويضية والإضافية لكي يحصل على حصته من المقاعد كاملة وهي 10 مقاعد على مستوى الولاية. ولكن لوافترضنا أن هذا الحزب حصل على 12 مقعد في الدوائر الانتخابية فيكون قد حصل على مقعدين زيادة عن حصته الفعلية مقارنة بعدد الأصوات وهي 10 مقاعد، ومن هنا تأتي الزيادة في عدد المقاعد وسيصبح عدد أعضاء البرلمان في هذا المثال 102 بدلاً من 100 عضو.

## توزيع مقاعد البرلمان (مجلس المواطنة) في هامبورغ منذ العام 1946
ضح الجدول التالي توزيع المقاعد في الكتل النيابية بعد الانتخابات مباشرة.
|         |         | الأحزاب                   | الأحزاب                 | الأحزاب              | الأحزاب | الأحزاب | الأحزاب                               |                      |  |
| السنة   | المقاعد | SPD الديموقراطي الاشتراكي | CDU الديموقراطي المسيحي | FDP الديموقراطي الحر | الخضر   | اليسار  | AfD مبادرة من أجل ألمانيا يميني متطرف | أحزاب أخرى           |  |
| ------- | ------- | ------------------------- | ----------------------- | -------------------- | ------- | ------- | ------------------------------------- | -------------------- |  |
| 1946    | 110     | 83                        | 16                      | 7                    | -       | -       | -                                     | KPD 4                |  |
| 1949    | 120     | 65                        | VBH 40                  | VBH 40               | -       | -       | -                                     | DP 9 ، KPD 5 ، RSF 1 |  |
| 1953    | 120     | 58                        | هامبورغ بلوك 62         | هامبورغ بلوك 62      | -       | -       | -                                     |                      |  |
| 1957    | 120     | 69                        | 41                      | 10                   | -       | -       | -                                     |                      |  |
| 1961    | 120     | 72                        | 36                      | 12                   | -       | -       | -                                     |                      |  |
| 1966    | 120     | 74                        | 38                      | 8                    | -       | -       | -                                     |                      |  |
| 1970    | 120     | 70                        | 41                      | 9                    | -       | -       | -                                     |                      |  |
| 1974    | 120     | 56                        | 51                      | 13                   | -       | -       | -                                     |                      |  |
| 1978    | 120     | 69                        | 51                      | -                    | -       | -       | -                                     |                      |  |
| 1982 I  | 120     | 55                        | 56                      | -                    | 9       | -       | -                                     |                      |  |
| 1982 II | 120     | 64                        | 48                      | -                    | 8       | -       | -                                     |                      |  |
| 1986    | 120     | 53                        | 54                      | -                    | 13      | -       | -                                     |                      |  |
| 1987    | 120     | 55                        | 49                      | 8                    | 8       | -       | -                                     |                      |  |
| 1991    | 121     | 61                        | 44                      | 7                    | 9       | -       | -                                     |                      |  |
| 1993    | 121     | 58                        | 36                      | -                    | 19      | -       | -                                     | 8 مقاعد حزب Statt    |  |
| 1997    | 121     | 54                        | 46                      | -                    | 21      | -       | -                                     |                      |  |
| 2001    | 121     | 46                        | 33                      | 6                    | 11      | -       | -                                     | 25 مقعد حزب Shill    |  |
| 2004    | 121     | 41                        | 63                      | -                    | 17      | -       | -                                     |                      |  |
| 2008    | 121     | 45                        | 56                      | -                    | 12      | 8       | -                                     |                      |  |
| 2011    | 121     | 62                        | 28                      | 9                    | 14      | 8       | -                                     |                      |  |
| 2015    | 121     | 58                        | 20                      | 9                    | 15      | 11      | 8                                     | -                    |  |
| 2020    | 123     | 54                        | 15                      | 1                    | 33      | 13      | 7                                     |                      |  |